# Односи Србије и Аргентине
Односи Републике Србије и Републике Аргентине су постојали и пре Другог светског рата (1928). Дипломатски односи су обновљени 19. септембра 1946. Србија има амбасаду у Буенос Ајресу, а Аргентина има амбасаду у Београду.

## Билатерални односи
Званични дипломатски односи су успостављени 1928. године.
Аргентина подржава територијални интегритет и суверенитет Србије и не признаје независност Косова.

Аргентина је чланица покрета Несврстаних, организације у којој је бивша Југославија била доста утицајна.
Аргентина је гласало против пријема Косова у УНЕСКО 2015.

### Економски односи
- У 2020. години укупна робна размена између наше две земље била је 23 милиона УСД. Од тога извоз из РС 7 милиона, а увоз 15,9 милиона долара.
- У 2019. размењено је укупно робе у вредности од 21,9 милиона долара. Из наше земље извезено је за 6,9 милиона, а увезено за 15 милиона УСД.
- У 2018. укупна робна размена износила је 29,7 милиона УСД. Извоз из Србије вредео је 4,7 милиона док је увоз износио 25 милиона долара.[2][3]

### Двострани уговори
| Датум       | Уговор                                                                    | Град         | Ратификација |
| ----------- | ------------------------------------------------------------------------- | ------------ | ------------ |
| 08.10.1928. | Конвенција о реципроцитету у плаћању компензација за индустријске несреће | Буенос Ајрес | 09.01.1935.  |
| 19.09.1946. | Споразум о успостављању дипломатских и трговинских односа                 | Буенос Ајрес | 19.09.1946.  |
| 19.06.1965. | Трговински споразум                                                       | Буенос Ајрес | 10.05.1967.  |
| 19.07.1974. | Нацрт споразума о економској сарадњи                                      | Буенос Ајрес |              |
| 21.09.1977. | Завршни акт другог сусрета заједничке Југословенско-аргентинске комисије  | Београд      |              |
| 21.09.1977. | Споразум о научној и техничкој сарадњи                                    | Београд      | 10.08.1979.  |
| 21.09.1977. | Конвенција о економској и техничкој сарадњи                               | Београд      | 03.11.1978.  |
| 04.08.1981. | Споразум о укидању виза за дипломатске и службене пасоше                  | Београд      | 31.08.1981.  |
| 26.10.1987. | Споразум о укидању виза за обичне пасоше                                  | Буенос Ајрес | 16.10.1988.  |
| 27.10.1987. | Ветеринарски и санитарни споразум                                         | Буенос Ајрес | 27.06.1988.  |
| 27.10.1987. | Конвенција о културној сарадњи                                            | Буенос Ајрес | 20.06.1996.  |
| 26.11.2014  | Споразум о сарадњи у области културе и образовања                         | Буенос Ајрес | 26.11.2014   |
| 26.11.2014  | Споразум о научној и технолошкој сарадњи                                  | Буенос Ајрес | 26.11.2014   |

### Дипломатски представници

#### У Београду
- Освалдо Н. Марсико, амбасадор, 2021—
- Хавиер А. Чалиан, отправник послова, 2021.
- Естанислао Анхел Завелс, амбасадор, 12/2018—2021.
- Јуан Баутиста Сцартасцини дел Рио, отпр. послова, 05/2018—12/2018
- Рикардо Фернандез, амбасадор, 04/2013—05/2018
- Густаво Алејандро Џугала, отпр. послова, 11/2011—04/2013
- Марио де Ескура, амбасадор, 2006—2011.
- Карлос А. Мартесе, амбасадор, —2006.
- Николас А. Сонсејн, амбасадор
- Федерико Бартфелд, амбасадор, 1991—1995.
- Хорхе Алберто Таиана, амбасадор, 1984—1989.
- Хуан Карлос Мело, амбасадор
- Хуан Карлос Белтрамино, амбасадор, 1976—1980.
- Ернесто де ла Гвардиа, амбасадор, 1971—1976.
- Адолфо А. Бољини, отпр. послова
- Гиљермо Кано, амбасадор
- Хуан Р.П. Инфанте, амбасадор
- Анаклето Љоса, амбасадор
- Онорио Роигт, амбасадор
- Франсиско Х. Каноса, посланик
- Алберто Вињез, посланик
- Алберто М. Кандиоти, посланик, 1929—1935.
- Селсо Де Бариос, генерални конзул, 1922—  први аргентински дипломата у Београду

#### У Буенос Ајресу
Амбасада Републике Србије у Буенос Аиресу (Аргентина) радно покрива Перу, Чиле, Парагвај и Уругвај.
- Дејан Благојевић, отправник послова, 2022. -
- Јела Баћовић, амбасадорка, 2016. - 2021.[8]
- Татјана Цонић, отпр. послова; 2014. - 2016.
- Mарија Петровић, отпр. послова; 2013. - 2014.
- Гордана Видовић, амбасадорка; 2009. - 2013.
- Светлана Јовановић, отправник послова; 2006. - 2009.
- Иван Савељић, амбасадор, 2004. - 2006.
- Гојко Јанковић, амбасадор, 2002. - 2003.
- Гојко Челебић, амбасадор, 1998. - 2002.
- Рудолф Мажуран, амбасадор, 1989. -
- Филип Матић, амбасадор, 1984. - 1989.
- Живко Кнежевић, амбасадор, 1980. - 1984.
- Момчило Вучековић, амбасадор, 1975. - 1980.
- Драган Бернардић, амбасадор, 1971. - 1975.
- Иван Бачун, амбасадор, 1967. - 1971.
- Павле Бојц, амбасадор, 1963.  - 1967.
- Лазар Латиновић, амбасадор, 1961. - 1963.
- Салко Фејић, амбасадор, 1958. - 1960.
- Славољуб Ђера Петровић, посланик а затим и амбасадор, 1953. - 1957.
- Мишо Павићевић, посланик, 1951. - 1953.
- Маријан Стилиновић, посланик, 1950. -
- Фрањо Пирц, посланик, 1947. - 1949.
- /  Виктор Кјудер, отпр. послова, новембар 1944. -
- Филип Доминковић, привремени отправник послова, април 1942. - септембар 1944.
- Изидор Цанкар, посланик, новембар 1936. - април 1942. (у јуну 1937. године у истом статусу акредитован је и код бразилске владе.)
- Августин Мишетић, отпр. послова, март 1934. - септембар 1936.
- Зорислав Драгутиновић, отпр. послова
- Иван Швегел, посланик, март 1931. - јун 1932.
- Зорислав Драгутиновић, отпр. послова
- Милорад Стражницки, посланик, 1929. - 1930.
- Владимир Мариновић, отпр. послова
- др Иво Грисогоно, генерални конзул, 1922. - 1928. а потом и посланик, 1928. - 1929.

## Поређење
|                     | Аргентина                                                                                  | Србија                                                                                               |
| ------------------- | ------------------------------------------------------------------------------------------ | --- |
| Становништво        | 40.913.584                                                                                 | 7.498.001 (без КиМ)                                                                                  |
| Површина            | 2.780.400 km²                                                                              | 88.361 km²                                                                                           |
| Густина насељености | 14,71 /km²                                                                                 | 96,78/km² (без КиМ)                                                                                  |
| Престоница          | Буенос Ајрес                                                                               | Београд                                                                                              |
| Највећи град        | Буенос Ајрес - 3.050.728 (13.356.715 шире подручје)                                        | Београд - 1.182.000 (1.630.000 шире подручје)                                                        |
| Облик владавине     | Председничка република                                                                     | Парламентарна република                                                                              |
| Званични језик      | Шпански                                                                                    | Српски                                                                                               |
| Вероисповест        | 92% Католицизам, 2% Протестантизам, 2% Јудаизам, 4% остали                                 | 84,1% Православље, 6,24% Католицизам, 4,82% Ислам, 1,44% Протестантизам, 3,4% атеисти                |
| Етничка структура   | Грађани Аргентине 86,4% европског, 8% местичког, 4% азијатског и 1,6% индијанског порекла. | 82,86% Срби, 3,91% Мађари, 1,82% Бошњаци, 1,44% Роми, 1,08% Југословени, 0,89% Словаци, 9,79% остали |
| ГДП (по становнику) | 14.200 $ (2008)                                                                            | 10.900 $ (2008)                                                                                      |